# The Notorious B.I.G.
The Notorious B.I.G., właśc. Christopher George Latore Wallace (ur. 21 maja 1972 w Nowym Jorku, zm. 9 marca 1997 w Los Angeles) – amerykański muzyk, raper. Uważany jest za jednego z najważniejszych artystów hip-hopowych wszech czasów.

## Życiorys
Dorastał na Brooklynie. Interesował się rapem od młodości, tworząc z takimi grupami jak Old Gold Brothers i The Techniques, z którymi pierwszy raz znalazł się w profesjonalnym studiu nagraniowym. Od początku używał swojego pseudonimu Biggie Smalls ze względu na pokaźne rozmiary (193 cm wysokości, waga prawie 181 kg). Pseudonim artystyczny zaczerpnął z filmu z 1975 roku pt. „Let’s Do It Again”. W wieku 17 lat (pomimo iż był dobrym uczniem) rzucił szkołę dla życia na ulicy. Zaczął handlować narkotykami. Osadzony na 9 miesięcy w więzieniu, nagrał na czterościeżkowcu swoje pierwsze demo. Dostało ono pozytywną recenzję w hiphopowym magazynie „The Source”. Zainteresował się nim Sean „Puffy” Combs z wytwórni Uptown Records. Niedługo po tym, jak Biggie zaczął pracować dla Uptown, Combs odszedł z wytwórni zabierając Biggiego, by założyć Bad Boy Records.
Biggie Smalls zmienił swój pseudonim na Notorious B.I.G., zadebiutował w 1993 na remiksie singla Mary J. Blige „Real Love”. Wypuścił swój debiutancki album Ready to Die w październiku 1994. Również w 1994 Biggie ożenił się z piosenkarką R&B Faith Evans.
W listopadzie 1994 w budynku, w którym nagrywał Biggie, został postrzelony i okradziony Tupac Shakur. Notorious zaprzeczył wszystkim oskarżeniom o związki z tą sprawą.
Został również posądzony o związek z zabójstwem Tupaca w 1996 roku.

## Śmierć
9 marca 1997 w Los Angeles, po imprezie promującej jego nadchodzący album, Notorious B.I.G. wyjeżdżając czarnym Chevroletem Tahoe z budynku, zatrzymał się na światłach na skrzyżowaniu South Fairfax Avenue i Wilshire Boulevard. Po chwili z lewej strony podjechał czarny sedan, z którego oddano 7 strzałów, z czego 4 trafiły w klatkę piersiową. Pomimo udzielenia natychmiastowej pomocy i w wyniku obrażeń, The Notorious B.I.G. zginął na miejscu – o 1:15. Do dziś sprawa zabójstwa nie została wyjaśniona, nieznany jest sprawca ani motyw zabójstwa (jedna z hipotez głosi, że była to zemsta za śmierć Tupaca Shakura). Inna wskazuje, że miał z tym związek P. Diddy, któremu śmierć Notoriousa pomogła w wypromowaniu się w roli rapera.
Niedługo po śmierci na jego cześć ukazała się piosenka „I’ll Be Missing You” w wykonaniu Puff Daddy’ego i Faith Evans.
16 stycznia 2009 roku w Stanach Zjednoczonych odbyła się premiera filmu biograficznego o życiu Notoriousa B.I.G. pt. Notorious.
27 lutego 2018 roku w Stanach Zjednoczonych sieć kablowa USA Network rozpoczęła emisję serialu „Unsolved”. Serial ten oparty jest na książce „Murder Rap: The Untold Story of Biggie Smalls & Tupac Shakur Murder Investigations” autorstwa detektywa Grega Kadinga. Skupia się na prowadzeniu śledztwa przez detektywów w sprawie morderstwa dwóch raperów: Tupaca Shakura oraz Christophera „The Notorious B.I.G.” Wallace’a.

## Dyskografia
Opracowano na podstawie źródła.

### Dema
- 1992: Biggie Smalls

### Albumy studyjne
- 1994: Ready to Die
- 1997: Life After Death

### Albumy pośmiertne
- 1999: Born Again
- 2005: Duets: The Final Chapter

### Albumy wspólne
- Conspiracy (z Junior M.A.F.I.A.) (1995)
- The King and I (z Faith Evans) (2017)

### Kompilacje
- Greatest Hits (2007)
- Notorious (2009)